# Alofon

Diagram samogłoskowy z zaznaczonymi alofonami w języku polskim. Na czarno zaznaczono główne alofony, a na zielono i czerwono alofony kombinatoryczne. Dodatkowo alofony zaznaczone na czerwono pojawiają się w kontekstach podniebiennych.

Alofon (allofon, z gr. ἄλλος állos „inny” i φωνή phōnē „dźwięk”) – realizacja fonemu zawierająca oprócz cech fonologicznie relewantnych również szereg cech nierelewantnych w zależności od pozycji głoski (w stosunku do innych) i mówiącego . Przykładowo w języku polskim [ɲ̟] i [j̃] są alofonami fonemu /ɲ/. Dźwięk [j̃] pojawia się na przykład w wyrazie państwo ([ˈpäj̃s̪t̪fɔ]), gdyż fonem /ɲ/ przed spółgłoskami szczelinowymi realizowany jest jako [j̃] (tzw. rozsunięcie artykulacyjne). W innych kontekstach fonetycznych, na przykład w wyrazie sanie ([ˈs̪äɲ̟ɛ]) będzie on realizowany jako [ɲ̟].. Alofony zapisywane są w transkrypcji fonetycznej, nie są zapisywane w transkrypcji fonologicznej.
Termin „alofon” (ang. allophone) został po raz pierwszy użyty w latach 40. XX wieku przez amerykańskiego językoznawcę Benjamina Lee Whorfa.
Wyróżnia się alofony:
- kombinatoryczne – głoski, których wystąpienie zdeterminowane jest przez kontekst fonologiczny; wybór danego wariantu zależy od sąsiedztwa dźwiękowego głoski;
- fakultatywne – głoski, w przypadku których możliwa jest wzajemna substytucja.